# Mijaíl Akímenko
Mijaíl Serguéyevich Akímenko (en ruso: Михаил Сергеевич Акименко, Projladny, 6 de diciembre de 1995) es un deportista ruso que compite en atletismo.
Ganó una medalla de plata en el Campeonato Mundial de Atletismo de 2019, en el salto de altura. Participó en los Juegos Olímpicos de Tokio 2020, ocupando el sexto lugar en la misma prueba.

## Palmarés internacional
| Campeonato Mundial | Campeonato Mundial | Campeonato Mundial | Campeonato Mundial |
| Año                | Lugar              | Medalla            | Prueba             |
| ------------------ | ------------------ | ------------------ | ------------------ |
| 2019               | Doha (Catar)       | Medalla de plata   | Salto de altura    |